# Elezioni statali in Bassa Sassonia del 2013
Le elezioni statali in Bassa Sassonia del 2013 si sono tenute il 20 gennaio. Esse hanno visto la sconfitta del Presidente uscente David McAllister che, sebbene arrivato in testa con la CDU, ha perso per un seggio la maggioranza all'interno dell'Assemblea statale, controllata dalla coalizione tra SPD e Verdi che ha designato come nuovo Presidente il socialdemocratico Stephan Weil.

## Risultati elettorali
|         |                                             |           |       |       |
| Partito | Partito                                     | Voti      | %     | Seggi |
|         | Unione Cristiano-Democratica (CDU)          | 1.287.549 | 36,0% | 54    |
|         | Partito Socialdemocratico di Germania (SPD) | 1.165.419 | 32,6% | 49    |
|         | Alleanza 90/I Verdi (Grünen)                | 489.473   | 13,7% | 20    |
|         | Partito Liberale Democratico (FDP)          | 354.970   | 9,9%  | 14    |
|         |                                             |           |       |       |
|         | La Sinistra (Die Linke)                     | 112.212   | 3,1%  | 0     |
|         | Partito Pirata (Piraten)                    | 75.603    | 2,1%  | 0     |
|         | Liberi Elettori (FW)                        | 39.714    | 1,1%  | 0     |
|         | Altri                                       | 49.960    | 1,4%  | 0     |
| Totale  | Totale                                      | 3.574.900 | 100%  | 137   |